# Мюллер, Эрнст
Э́рнст Мю́ллер (нем. Ernst Müller; 16 мая 1954, Дюрен) — немецкий боксёр полусредней и первой средней весовых категорий, выступал за сборную ФРГ в 1970-х годах. Участник летних Олимпийских игр в Монреале, чемпион Европы, обладатель бронзовой медали чемпионата мира, шестикратный чемпион национального первенства, победитель многих международных турниров и матчевых встреч. Ныне — тренер по боксу.

## Биография
Эрнст Мюллер родился 16 мая 1954 года в городе Дюрен. Активно заниматься боксом начал в раннем детстве, проходил подготовку в местном боксёрском клубе под руководством тренера Хайнца Ягера. Первого серьёзного успеха на ринге добился в 1971 году, когда занял третье место на первенстве ФРГ среди юниоров. Год спустя был уже первым, кроме того, побывал на юниорском чемпионате Европы в Бухаресте, но в число призёров там не попал. В 1974 году дебютировал на взрослом чемпионате Германии и сразу же сумел дойти до финала. В следующем сезоне наконец стал чемпионом своей страны в полусредней весовой категории, боксировал на европейском первенстве в Катовице, однако не очень удачно, из-за травмы выбыл из борьбы за медали уже на предварительной стадии.
В 1976 году Мюллер защитил чемпионское звание и благодаря череде удачных выступлений удостоился права защищать честь страны на летних Олимпийских играх в Монреале, где в первом же своём матче на турнире потерпел поражение от болгарина Владимира Колева.
Несмотря на неудачу с Олимпиадой, Мюллер ещё в течение четырёх лет оставался лучшим в зачёте национального первенства, был неотъемлемым членом сборной ФРГ и принимал участие во всех крупнейших международных турнирах. Так, в 1977 году он съездил на чемпионат Европы в Галле, но занял только девятое место. Через год поднялся в первый средний вес, чтобы пройти отбор на чемпионат мира в Белгарад — добрался здесь до полуфинальной стадии, после чего проиграл югославу Миодрагу Перуновичу. Наибольшего в карьере успеха добился в 1979 году на домашнем чемпионате Европы в Кёльне, одолел всех своих соперников и завоевал золотую медаль.
В 1980 году Эрнст Мюллер в шестой раз выиграл чемпионат страны. Он рассматривался как основной кандидат на участие в Олимпийских играх в Москве, однако Западная Германия в числе прочих капиталистических стран бойкотировала эти соревнования, и поездка на Олимпиаду не состоялась. Немецкий спортсмен вынужден был участвовать во второстепенных турнирах и вскоре принял решение завершить карьеру. Всего в любительском боксе он провёл 256 боёв, из них проиграл только 23. После завершения спортивной карьеры некоторое время работал стеклодувом на одном из промышленных предприятий Дюрена, а после банкротства этой компании вернулся в бокс в качестве тренера.